# 凯尔·斯奈德
凯尔·斯奈德（英語：Kyle Snyder，1995年11月20日—），美国男子摔跤运动员。他曾代表美国参加2016年和2020年夏季奥林匹克运动会摔跤比赛，获得一枚金牌和一枚银牌。他也曾参加2015年和2019年泛美运动会。